# Калтасы (Караидельский район)
Калтасы (баш. Ҡалтасы) — деревня в Караидельском районе Республики Башкортостан Российской Федерации. Входит в состав Урюш-Битуллинского сельсовета. 

## География

### Географическое положение
Расстояние до:
- районного центра (Караидель): 54 км,
- ближайшей ж/д станции (Щучье Озеро): 108 км.

## Население
| 2002 | 2009 | 2010 |
| ---- | ---- | ---- |
| 3    | ↘2   | →2   |

Национальный состав
Согласно переписи 2002 года, все жители деревни — башкиры.